# 68 Kill
68 Kill – amerykański film fabularny z 2017 roku, którego scenarzystą i reżyserem jest Trent Haaga. Stanowi połączenie horroru, komedii kryminalnej i romansu filmowego. Jego bohater uwikłany zostaje w morderstwo bogatego mężczyzny i ściąga na siebie gniew kilku nieobliczalnych kobiet. W filmie wystąpili Matthew Gray Gubler, AnnaLynne McCord, Alisha Boe oraz Sheila Vand. Światowa premiera odbyła się 11 marca 2017 w trakcie South by Southwest Film Festival.

## Obsada
- Matthew Gray Gubler − Chip
- AnnaLynne McCord − Liza
- Alisha Boe − Violet
- Sheila Vand − Monica
- Sam Eidson − Dwayne
- Michael Beasley − oficer Stevens
- James Moses Black − Clint
- David Maldonado − Ken Mckenzie
- Ajay Mehta − Sam

## Odbiór
Film został pozytywnie odebrany przez krytyków. W serwisie Rotten Tomatoes, agregującym recenzje filmowe, przyznano mu średnią ocenę wynoszącą 76%. Frank Scheck (Hollywood Reporter) uznał, że film „desperacko ubiega się o status dzieła kultowego” i „bez wątpienia zyska fanów”. Ben Robins (HeyUGuys) chwalił film za emocjonujący scenariusz oraz tercet żeńskich bohaterek. Edward Douglas (Film Journal International) wtórował tej opinii: postaci kobiecie określił jako „komiczne”, chwalił też efekty gore oraz grindhouse'ową estetykę. Albert Nowicki (His Name Is Death) pisał: „Olejem napędowym 68 Kill jest postępowe podejście reżysera do tematu współzależności kobiet i mężczyzn. W większości horrorów ta korelacja jest dość stereotypowa, by nie napisać mizoginiczna. Godności przedstawicielek płci piękniejszej uwłacza się w filmach grozy bez ustanku, czego przykładem jest scenariusz Autopsji Jane Doe. W 68 Kill Trent Haaga zręcznie pomieszał te tropy, igrając z oczekiwaniami widzów. Tak, przez jego historię przewija się postać creepa, który eksperymentuje na porwanych niewiastach. Jednak najbardziej brutalnym eksperymentom poddano Chipa (Matthew Gray Gubler) w procesie tworzenia scenariusza. Archetypowe silne kobiety nigdy – nawet w Death Proof – nie miały jeszcze okazji skopać uprzywilejowanego męskiego tyłka tak dotkliwie, jak zrobiły to w tym filmie. Postać Chipa, a co za nią idzie sukces tej przewrotnej opowieści, naprawdę zrodziły się w bólach. Relacje między środowiskiem bohatera, jego codziennymi scysjami a coraz bardziej posiniaczonymi emocjami są skonstruowane bezbłędnie.”
Serwis His Name Is Death sklasyfikował 68 Kill jako drugi w kolejności najlepszy horror 2017 roku.

## Nagrody i wyróżnienia
- 2017, SXSW Film Festival:
  - Nagroda Widzów przyznana w kategorii Midnighters (wyróżniony: Trent Haaga)[5]
- 2017, Molins de Rei Horror Film Festival:
  - Nagroda Jurorów w kategorii najlepsze efekty specjalne (Eli Dorsey)[5]
  - nominacja do Nagrody Jurorów w kategorii najlepszy film (Trent Haaga)[5]
- 2017, Boston Underground Film Festival:
  - Nagroda Reżyserska w kategorii najbardziej obrazoburczy film (Trent Haaga)[5]